# Піа Міа
Піа Міа Перес (англ. Pia Mia Perez; нар. 19 вересня 1996), найбільш відома як Піа Міа - американська співачка, авторка пісень і модель з острова Гуам. Почала кар’єру із завантаження своїх відео на YouTube. Пізніше знімалася у різних рекламних роликах та відеокліпах.

## Юність
Народилася на острові Гуам, США, у родині Пітера Переса-молодшого та Анджели Терлахе Перес. Часто виступала на весіллях та інших громадських заходах, а у 2010 році разом із матір'ю переїхала до Лос-Анджелесу, щоб розпочати кар'єру професійної співачки. Піа Міа має чаморських, італійських, голландських та угорських предків.

## Кар'єра

### 2013–2017: Початок кар'єри, The Gift та The Gift 2

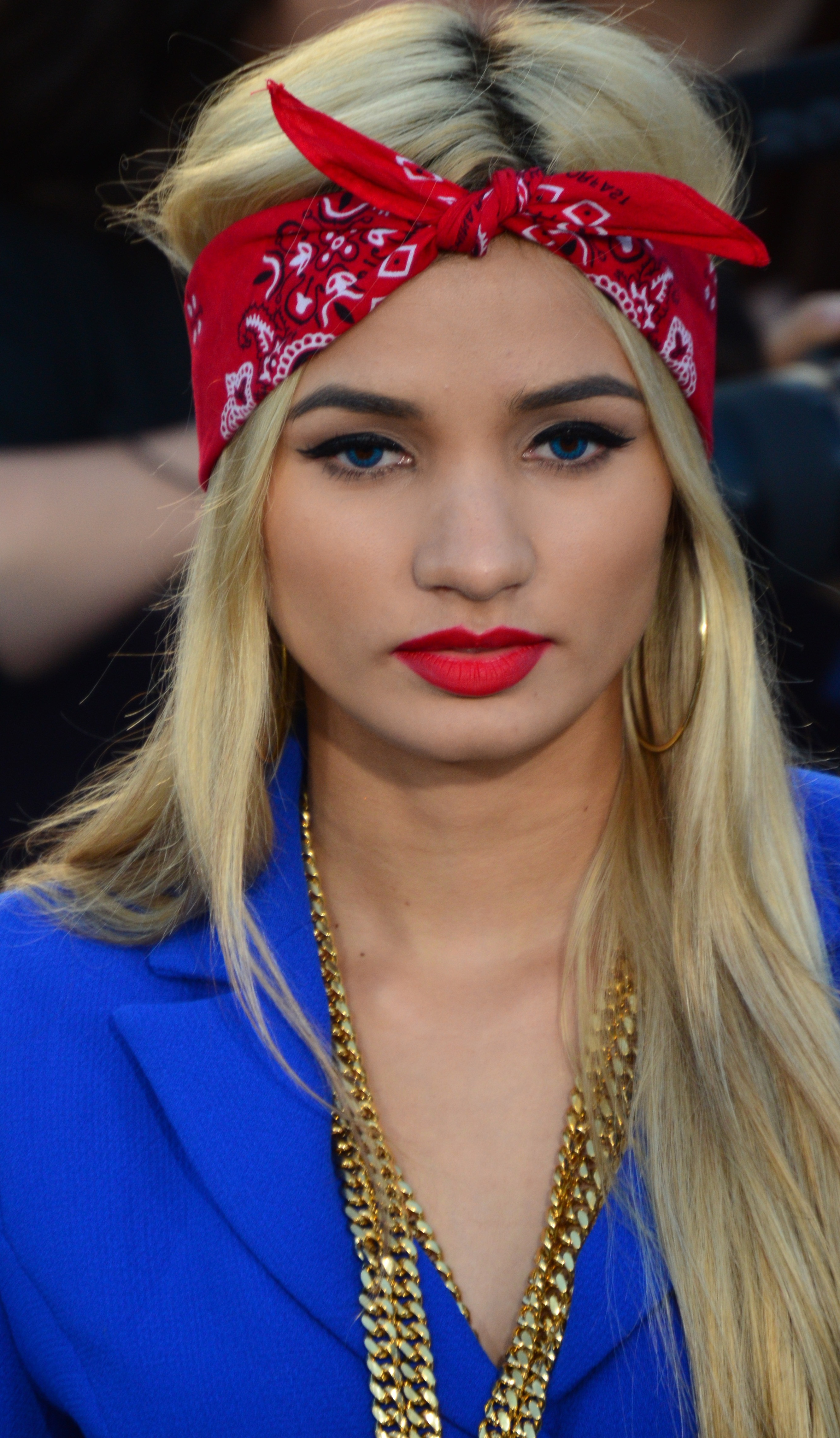
Піа Міа в Лос-Анджелесі, на прем'єрі фільму «Дивергент», 18 березня 2014 року

У 2013 році Піа Міа познайомилася з менеджером та продюсером Кріса Брауна Абу «Бу» Таїмом. Почала працювати над своїм власним матеріалом разом із Нік Неком і з того часу перебуває з ним у співпраці та в особистих стосунках. Зокрема, разом вони зробили кавер-версію синглу Дрейка 2013 «Hold On, We're Going Home». У березні 2014 року Піа виклала відеокліп на цю пісню на своєму каналі в YouTube.
9 грудня 2013 року Піа Міа на Vevo виклала відеокліп на пісню «Red Love», свій дебютний сингл, який увійшов до її дебютного мініальбому' 'The Gift. 29 грудня 2013 року Піа Міа виклала для безкоштовного скачування свій мініальбом The Gift. Крім синглу «Red Love», цей реліз включав також кавер-версію пісні «Hold On, We're Going Home». 25 лютого 2014 року на iTunes вийшов скорочений мікстейп міньйону без пісень «Shotgun Love» та «I Got It».
У той самий час Міа підписала контракт на кілька альбомів з лейблом Interscope Records. Пісня «Fight For You», записана разом із Ча́нселором Джонатаном Бе́ннеттом, була спеціально написана для бойовика 2014 «Дивергент» і стала його саундтреком. Саундтрек досяг 16 місця у Billboard 200.
Станом на травень 2015 року Піа Міа розпочала роботу над своїм дебютним студійним альбомом. Упродовж цього терміну вона написала 100 пісень. На початку 2015 року вона випустила промо сингл "Fuck With U" спільно з хіп-хоп-виконавцем та продюсером G-Eazy. Спочатку він замислювався як перший сингл з майбутнього альбому, проте він був скасований. 4 травня 2015 року Міа випустила пісню «Do It Again» як перший сингл з її дебютного альбому. Ця пісня була записана разом з Крісом Брауном і Tyga і змогла досягти 8 місця в the UK Top 40, 71 місця в Hot 100, 19 в the Rhythmic Songs chart і 70 в Canadian Hot 100. 30 жовтня 2015 року Піа Міа випустила свій другий офіційний сингл "Touch" зі свого майбутнього студійного альбому. Співавтором пісні виступив Stargate. Сингл зайняв 47 місце в Австралії та в UK Singles Chart, але не зміг потрапити до американського Billboard Hot 100.
У 2016 році з'явилася на синглі will.i.am "Boys & Girls" і випустила промо сингли "On & On" за участю Syph та "We Should Be Together". У 2017 році інша пісня «I'm a Fan» за участю Jeremih була випущена у вигляді повноцінного синглу. Обидва треки не мали комерційного успіху. З того часу Піа Міа розлучилася з лейблами Interscope та Wolfpack, які належали Universal Music Group. 15 грудня вона випустила свій другий мініальбомі The Gift 2, де як головний сингл 1 грудня 2017 року була випущена пісня «Off My Feet».

### 2019 - тепер: кар'єра актриси та зміна лейбла
У 2019 році Перес дебютувала як актриса, зігравши роль Трістан у фільмі «Після», а також випустила сингл «Bitter Love», який став саундтреком фільму. 20 червня 2019 року вона випустила сингл «Crybaby». Потім вийшли ще два сингли «Feel Up» і «Don't Get Me Started». Усі чотири сингли були випущені під незалежним лейблом Cherry Pie Records.
14 травня 2020 року стало відомо, що Перес підписала контракт з Electric Feel Entertainment та Republic Records. 15 травня цього року Перес випустила сингл «Princess». В інтерв'ю Idolator вона підтвердила випуск синглу «Hot», який увійде в її майбутній дебютний студійний альбом. Сингл вийшов 24 липня 2020 року. 27 жовтня 2020 року було випущено ремікс на пісню за участю Шона Пола та Фло Міллі.
У 2020 Перес повідомила, що написала книгу під назвою «The Princess Diaries: Sand, Glitter and Silicone», яка виходитиме глава за главою на Wattpad. У вересні 2020 року вона стала учасницею OnlyFans.

## Дискографія

### Міні-альбом
| Назва      | Історія релізу                                                                         |
| ---------- | -------------------------------------------------------------------------------------- |
| The Gift   | - Випущений: 25 лютого 2014 - Формат: Цифрове скачування - Лейбл: Wolfpack, Interscope |
| The Gift 2 | - Випущений: 15 грудня 2017 - Формат: Цифрове скачування - Лейбл: Pia Mia Recordings   |

### Сингли

#### Як провідний виконавець
| «Red Love»                                                   | 2013 | —  | —  | —  | —  | —  | —  | —  | —  | —  | —  | | The Gift          |
| «Mr. President»                                              | 2014 | —  | —  | —  | —  | —  | —  | —  | —  | —  | —  | | The Gift          |
| «Fuck with U» (разом з G-Eazy)                               | 2015 | —  | —  | —  | —  | —  | —  | —  | —  | —  | —  | | Неальбомний сингл |
| «Do It Again» (разом з Крісом Брауном і Tyga)                | 2015 | 71 | 5  | 39 | 70 | 38 | 52 | 10 | 15 | 70 | 8  | - RIAA: Золотий - ARIA: Платиновий - BPI: Платиновий - IFPI DEN: Золотий - IFPI SWE: Золотий - RMNZ: Платиновий | Неальбомний сингл |
| «Touch»                                                      | 2015 | —  | 47 | —  | —  | —  | 83 | —} | 28 | —  | 47 | - BPI: Срібний                                                                                                  | Неальбомний сингл |
| «I’m a Fan» (за участі Jeremih)                              | 2017 | —  | —  | —  | —  | —  | —  | —  | —  | —  | —  | | Неальбомний сингл |
| «Bitter Love»                                                | 2019 | —  | —  | —  | —  | —  | —  | —  | —  | —  | —  | | В очікуванні      |
| «Princess»                                                   | 2020 | —  | —  | —  | —  | —  | —  | —  | —  | —  | —  | | В очікуванні      |
| «Hot» (сольний чи ремікс за участі Шона Пола і Фло Міллі)    | 2020 | —  | —  | —  | —  | —  | —  | —  | —  | —  | —  | | В очікуванні      |
| «—» означає, що сингл не попав в чарти або не був випущений. |      |    |    |    |    |    |    |    |    |    |    | |                   |

#### Як запрошений виконавець
| Назва                                        | Рік  | Найвища позиція в чартах | Найвища позиція в чартах | Найвища позиція в чартах | Найвища позиція в чартах | Найвища позиція в чартах | Найвища позиція в чартах | Найвища позиція в чартах | Сертифікації   | Альбом            |
| Назва                                        | Рік  | AUS                      | BEL (Wa)                 | FRA                      | GER                      | IRE                      | SCO                      | UK                       | Сертифікації   | Альбом            |
| -------------------------------------------- | ---- | ------------------------ | ------------------------ | ------------------------ | ------------------------ | ------------------------ | ------------------------ | ------------------------ | -------------- | ----------------- |
| «Boys & Girls» (will.i.am за участі Піа Мії) | 2016 | 53                       | 17                       | 46                       | 39                       | 42                       | 14                       | 21                       | - BPI: Срібний | Неальбомні сингли |
| «Cuddled Up» (Джон Ліндал за участі Піа Мії) | 2020 | -                        | -                        | -                        | -                        | -                        | -                        | -                        |                | Неальбомні сингли |
| «Lovefool» (twocolors за участі Піа Мії)     | 2020 | -                        | -                        | -                        | -                        | -                        | -                        | -                        |                | Неальбомні сингли |

### Промосингли
| Назва                                      | Рік  | Альбом            |
| ------------------------------------------ | ---- | ----------------- |
| «Bubblegum Boy» (з Беллою Торн)            | 2011 | Неальбомні сингли |
| «The Last Man On Earth»                    | 2012 | Неальбомні сингли |
| «Shotgun Love»                             | 2012 | The Gift          |
| «What a Girl Wants»                        | 2012 | Неальбомні сингли |
| «Fuck with U» (за участі G-Eazy)           | 2015 | Неальбомні сингли |
| «We Should Be Together»                    | 2016 | Неальбомні сингли |
| «Off My Feet»                              | 2017 | The Gift 2        |
| «Crybaby» (за участі Theron Theron)        | 2019 | В очікуванні      |
| «Feel Up» (з YG)                           | 2019 | В очікуванні      |
| «Don’t Get Me Started» (з Gunna і Carnage) | 2019 | В очікуванні      |

### Поява в ролі запрошеного виконавця
| Назва           | Рік  | Інші виконавці    | Альбом                                        |
| --------------- | ---- | ----------------- | --------------------------------------------- |
| «Fight for You» | 2014 | Chance the Rapper | Divergent: Original Motion Picture Soundtrack |

## Фільмографія

### Фільм
| Рік  | Назва          | Роль    | Примітки |
| ---- | -------------- | ------- | -------- |
| 2019 | Після          | Трістан |          |
| 2020 | Після. Глава 2 | Трістан |          |

### Телебачення
| Рік  | Назва         | Роль           | Примітки                               |
| ---- | ------------- | -------------- | -------------------------------------- |
| 2016 | East Los High | Грає саму себе | Епізод: «You’re Dancing Like a Gringo» |
| 2018 | Щасливі разом | Райлі Коннерс  | Епізод: «Пілотний»                     |